# العلاقات الإندونيسية الكيريباتية
العلاقات الإندونيسية الكيريباتية هي العلاقات الثنائية التي تجمع بين إندونيسيا وكيريباتي.

## مقارنة بين البلدين
هذه مقارنة عامة ومرجعية للدولتين:
| وجه المقارنة                                              | إندونيسيا         | كيريباتي                        |
| --------------------------------------------------------- | ----------------- | ------------------------------- |
| المساحة (كم2)                                             | 1.90 مليون        | 811                             |
| عدد السكان (نسمة)                                         | 263.99 مليون      | 116.40 ألف                      |
| الكثافة السكانية (ن./كم²)                                 | 138.94            | 14.35 ألف                       |
| العاصمة                                                   | جاكرتا            | جنوب تاراوا                     |
| اللغة الرسمية                                             | اللغة الإندونيسية | لغة إنجليزية، اللغة الكيريباتية |
| العملة                                                    | روبية إندونيسية   | دولار كريباتي، دولار أسترالي    |
| الناتج المحلي الإجمالي (بليون دولار)                      | 1.02 تريليون      | 196.15 مليون                    |
| الناتج المحلي الإجمالي (تعادل القوة الشرائية) بليون دولار | 2.85 تريليون      | 224.26 مليون                    |
| الناتج المحلي الإجمالي الاسمي للفرد دولار أمريكي          | 3.35 ألف          | 1.42 ألف                        |
| الناتج المحلي الإجمالي للفرد دولار أمريكي                 | 10.52 ألف         | 1.81 ألف                        |
| مؤشر التنمية البشرية                                      | 0.684             | 0.590                           |
| رمز المكالمات الدولي                                      | +62               | +686                            |
| رمز الإنترنت                                              | .id               | .ki                             |
| المنطقة الزمنية                                           |                   |                                 |

## منظمات دولية مشتركة
يشترك البلدان في عضوية مجموعة من المنظمات الدولية، منها:
| علم المنظمة | اسم المنظمة                   | تاريخ انضمام إندونيسيا | تاريخ انضمام كيريباتي |
| ----------- | ----------------------------- | ---------------------- | --------------------- |
|             | بنك التنمية الآسيوي           | 1966                   | 1974                  |
|             | مؤسسة التنمية الدولية         | 20 أغسطس 1968          | 2 أكتوبر 1986         |
|             | يونسكو                        | 27 مايو 1950           | 24 أكتوبر 1989        |
|             | الأمم المتحدة                 | 28 سبتمبر 1950         | 14 سبتمبر 1999        |
|             | الاتحاد البريدي العالمي       | ?                      | ?                     |
|             | البنك الدولي للإنشاء والتعمير | 13 أبريل 1967          | 29 سبتمبر 1986        |
|             | الاتحاد الدولي للاتصالات      | 1949                   | 3 نوفمبر 1986         |
|             | منظمة حظر الأسلحة الكيميائية  | ?                      | ?                     |
|             | مؤسسة التمويل الدولية         | 23 أبريل 1968          | 2 أكتوبر 1986         |

## وصلات خارجية
- موقع وزارة الخارجية الإندونيسية